# Sičice
Sičice falu Horvátországban, Bród-Szávamente megyében. Közigazgatásilag Vrbjéhez tartozik.

## Fekvése
Bródtól légvonalban 48, közúton 59 km-re nyugatra, Pozsegától   légvonalban 27, közúton 40 km-re délnyugatra, községközpontjától 2 km-re nyugatra, Nyugat-Szlavóniában, az A3-as autópálya és a Száva között fekszik.

## Története
A falu keletkezése a török uralom idejére, a 17. század elejére tehető, amikor előbb Sičice, majd a szomszédos Vrbje népesült be. Lakói a török uralom idején jobbágyok voltak, majd a felszabadítás után határőrök lettek. A térség 1691-ben szabadult fel a török uralom alól. 1698-ban a kamarai összeírásban „Szivzicza” néven hajdútelepülésként 10 portával szerepel a török uralom alól felszabadított szlavóniai települések között. Lakói határőrszolgálatuk fejében földet kaptak és mentesültek az adófizetés alól. Békeidőben mezőgazdasággal, állattartással, fafeldolgozással foglalkoztak. 1730-ban a faluban már 15 ház állt, a lakosság pedig katolikus volt. 1746-ban 16 házában 106 katolikus lakos élt. 1760-ban 33 házában 80 család élt 319 fővel. Fából felépítették a Szent András kápolnát, mely 1730-ban már állt. 1789-ben megalapították a vrbjei plébániát, melyhez Sičice is hozzá tartozott. 
Az első katonai felmérés térképén „Sicsicza” néven található. A gradiskai ezredhez tartozott. Lipszky János 1808-ban Budán kiadott repertóriumában „Szichicze” néven szerepel. Nagy Lajos 1829-ben kiadott művében „Szichicze” néven 126 házzal, 690 katolikus vallású lakossal találjuk. A katonai közigazgatás megszüntetése után 1871-ben Pozsega vármegyéhez csatolták.
A falunak 1857-ben 683, 1910-ben 742 lakosa volt. Az 1910-es népszámlálás szerint lakosságának 99%-a horvát anyanyelvű volt. Pozsega vármegye Újgradiskai járásának része volt. Az első világháború után 1918-ban az új szerb-horvát-szlovén állam, majd később (1929-ben) Jugoszlávia része lett. A település 1991-től a független Horvátországhoz tartozik. 1991-ben lakosságának 93%-a horvát nemzetiségű volt. 2011-ben a településnek 391 lakosa volt.

## Lakossága
| Lakosság változása | Lakosság változása | Lakosság változása | Lakosság változása | Lakosság változása | Lakosság változása | Lakosság változása | Lakosság változása | Lakosság változása | Lakosság változása | Lakosság változása | Lakosság változása | Lakosság változása | Lakosság változása | Lakosság változása | Lakosság változása |
| ------------------ | ------------------ | ------------------ | ------------------ | ------------------ | ------------------ | ------------------ | ------------------ | ------------------ | ------------------ | ------------------ | ------------------ | ------------------ | ------------------ | ------------------ | ------------------ |
| 1857               | 1869               | 1880               | 1890               | 1900               | 1910               | 1921               | 1931               | 1948               | 1953               | 1961               | 1971               | 1981               | 1991               | 2001               | 2011               |
| 683                | 690                | 574                | 646                | 654                | 742                | 749                | 763                | 786                | 795                | 796                | 685                | 604                | 561                | 517                | 391                |

## Gazdaság
A helyi gazdaság alapja a mezőgazdaság, a szőlőtermesztés és az állattartás. Ezen kívül működik még itt néhány kereskedelmi és vendéglátóipari kisvállalkozás.

## Nevezetességei
Szent András apostol tiszteletére szentelt római katolikus kápolnája a vrbjei plébánia filiája. A helyén a 18. században egy fakápolna állt, melyet már 1730-ban említenek. A mai kápolnát 1886-ban építették, majd 1923-ban megújították. 1927-ben sekrestyét építettek hozzá. 1940-ben egy nagy vihar a tetőt megrongálta. 1983-ban kívül-belül felújították és megszüntették a falak nedvesedését.

## Oktatás
A településen az újgradiskai „Ljudevit Gaj” elemi iskola területi iskolája működik.

## Egyesületek
Az önkéntes tűzoltóegyletet 1955-ben alapították.